# Tipula (Eumicrotipula) trispilota
Tipula (Eumicrotipula) trispilota is een tweevleugelige uit de familie langpootmuggen (Tipulidae). De soort komt voor in het Neotropisch gebied.